# Nicolas Boindin
Nicolas Boindin, né le 29 mai 1676 à Paris où il est mort le 30 novembre 1751, est un écrivain et auteur dramatique français.

## Biographie
Il entre d'abord dans le corps des mousquetaires, mais sa mauvaise santé l'en fait sortir bientôt. Comme son père Nicolas Boindin avant lui, il devient alors procureur des Trésoreries de France, charge qui lui laisse tout loisir de s'occuper de littérature. Parmi les comédies qu'il compose, trois sont jouées au Théâtre-Français : Les Trois Gascons, Le Bal d'Auteuil et Le Port de mer. La première, écrite en collaboration avec Antoine Houdar de La Motte, connaît une quinzaine de représentations. La seconde, qui amuse pourtant bien les Parisiens, est rapidement frappée d'interdiction, ayant déplu à la mère du régent, qui trouve indécentes les agaceries réciproques auxquelles se livrent deux jeunes filles déguisées en hommes. La troisième, qui est selon Voltaire « une jolie comédie », obtient un succès honorable et restera au répertoire pendant plus de cent ans. Mais c'est en ville plutôt que sur scène que se bâtit la réputation de Boindin. Qui veut le voir et l'entendre n'a qu'à se rendre au café Procope :

« Boindin était ici dans son vrai centre. Il aimait le bruit, et surtout le bruit qu'il faisait. Ce n'était pas lui qui provoquait les discussions ; il ne jouait que le rôle de contradicteur. Mais il était toujours sur le qui-vive, prêt à rembarrer l'opinion qu'on allait émettre, quelle qu'elle fût, fût-elle sienne, et jamais il ne montrait plus de verve et d'esprit que lorsqu'il avait tort. […] Mieux que personne, il connaissait l'art de duper les oreilles, et plus que personne avait soif d'applaudissements. Mais au premier bravo, il était gris. Ses idées cessaient tout à coup d'aller droit leur chemin : elles exécutaient des danses étranges et tapageuses. Et si les applaudissements redoublaient, Boindin redoublait de verve. »

Chamfort a raconté que Boindin, qui professait ouvertement son athéisme, avait imaginé un jargon particulier pour pouvoir discuter tranquillement de philosophie et de religion avec les habitués du Procope. L'âme était appelée « Margot », la religion « Javotte », la liberté « Jeanneton » et Dieu « M. de l'Être ». Un homme de mauvaise mine les aborda un jour et leur demanda : « Mais quel est donc ce M. de l'Être dont vous dites tant de mal ? — C'est un espion de police », répliqua Diderot.
En 1706, Boindin entre à l'Académie royale des inscriptions et médailles, dont il devient membre associé en 1712. Il y fournit quatre mémoires, dont un sur le théâtre des anciens. Il est nommé censeur royal par le chancelier Pontchartrain. Entre 1717 et 1719, il publie deux séries de Lettres historiques sur les théâtres parisiens. Il a de plus hautes ambitions, mais le cardinal de Fleury met son veto à l'entrée de ce libre-penseur à l'Académie française. Lorsqu'il meurt d'une fistule, en 1751, le curé de Saint-Nicolas-des-Champs lui refuse d'abord la sépulture, mais sa famille obtient de le faire inhumer incognito, à trois heures du matin. On trouva après sa mort deux écrits de lui sur « l'affaire des couplets », qui avait valu son bannissement à Jean-Baptiste Rousseau, mais qui ne fut jamais tirée au clair.
L'auteur de sa notice dans le Répertoire du Théâtre-Français jugea son œuvre en ces termes : « Ses trois comédies lui feront seules tenir un rang honorable parmi les auteurs dramatiques du troisième ordre. »

## Œuvres
Théâtre
- Les Trois Gascons, comédie en 1 acte, avec Antoine Houdar de La Motte, Paris, Théâtre de la rue des Fossés Saint-Germain, 4 juin 1701.
- Le Bal d'Auteuil, comédie en 3 actes, Paris, Théâtre de la rue des Fossés Saint-Germain, 22 août 1702.
- La Matrone d'Éphèse, comédie, avec Antoine Houdar de La Motte, 1702.
- Le Port de mer, comédie en 1 acte et en prose, Paris, Théâtre de la rue des Fossés Saint-Germain, 27 mai 1704.
- Le Petit-Maître de robe, comédie en un acte et en prose, 1753.

Mémoires
- Lettres historiques à Mr D*** sur la nouvelle Comédie italienne, dans lesquelles il est parlé de son établissement, du caractère des acteurs qui la composent, des pièces qu'ils ont représentées jusqu'à présent, et des aventures qui y sont arrivées, 1717-1718 Texte en ligne : 1re lettre 2e lettre 3e lettre
- Lettres historiques sur tous les spectacles de Paris, 1719 Texte en ligne

- Mémoire pour servir à l'histoire des couplets de 1710, attribués faussement à M. Rousseau (par N. Boindin). Le véritable paquet adressé à M. Boindin et, par conséquent, le vrai corps du délit, 1752 Texte en ligne
- Mémoires pour servir à l'histoire du célèbre Rousseau, où l'on prouve que les fameux couplets qui lui ont été faussement attribués sont réellement de La Motte, Saurin et Malafer. Nouvelle édition, augmentée du vrai caractère de Rousseau, en deux lettres de M. Racine et une de M. l'abbé d'Olivet, 1753.
- Discours sur la forme et la construction du théâtre des anciens, 1761.

Œuvres réunies
- Œuvres de théâtre, 1746 Texte en ligne
- Œuvres de monsieur Boindin, 2 vol., 1753 Texte en ligne 1 2

## Pour approfondir